# 密鼠
密鼠屬（密鼠），哺乳綱、囓齒目、鼠科的一屬，只包括一个物种密鼠，分布于菲律宾。與密鼠屬同科的動物尚有非洲刺毛鼠屬（非洲刺毛鼠）、蹊鼠屬（扎伊爾蹊鼠）、冠鼠屬（東非冠鼠）等之數種哺乳動物。